# Marla Mindelle
Pour les articles homonymes, voir Marla et Mindelle.
 (mars 2019).
Marla Mindelle, née le 22 décembre 1984 à Yardley en Pennsylvanie, est une actrice américaine de cinéma, de séries télévisées et de théâtre,.

## Biographie

### Vie privée
Elle est en couple avec l'actrice et humoriste américaine Kate McKinnon,.

## Filmographie

### Actrice
- 2009 : The Battery's Down (série télévisée) : Mandy Moore (4 épisodes)
- 2010 : Live from Lincoln Center (série télévisée) : officier Cora MacRae
- 2011 : Pzazz 101 (série télévisée) : Marla
- 2012 : Submissions Only (série télévisée) : Olivia Masters
- 2012 : The Devil's Bitch (court métrage) : Evelyn
- 2013 : The 3 Bits (série télévisée) : Jill
- 2013 : City of Dreams (série télévisée) : la Reine des gitans
- 2014 : Are You Joking? : Tondra
- 2017 : The Great Indoors (série télévisée) : la patronne
- 2017 : Life in Pieces (série télévisée) : Candace
- 2019 : Kevin Hart's Guide to Black History (téléfilm) : Mrs. Hater
- 2019 : Special (série télévisée) : Olivia
- 2019 : The Nomads : Kate

### Scénariste
- 2012 : The Devil's Bitch (court métrage)

### Producteur exécutif
- 2012 : The Devil's Bitch (court métrage)